# Chasmatonotus hyalinus
Chasmatonotus hyalinus är en tvåvingeart som beskrevs av Daniel William Coquillett 1905. Chasmatonotus hyalinus ingår i släktet Chasmatonotus och familjen fjädermyggor.
Artens utbredningsområde är Kalifornien. Inga underarter finns listade i Catalogue of Life.